# Vauquelinia
Vauquelinia o rosapalo es un género con once especies de plantas perteneciente a la familia de las rosáceas. Se encuentra en Estados Unidos y México.

## Taxonomía
Vauquelinia fue descrito por Curt Polycarp Joachim Sprengel y publicado en Anleitung zur Kenntniss der Gewächse 2: 868, en el año 1818.
Etimología
El género fue nombrado en honor del químico francés Louis Nicolas Vauquelin (1763-1829).

## Especies
- Vauquelinia angustifolia
- Vauquelinia australis
- Vauquelinia californica
- Vauquelinia corymbosa
- Vauquelinia heterodon
- Vauquelinia karwinskyi
- Vauquelinia latifolia
- Vauquelinia pauciflora
- Vauquelinia potosina
- Vauquelinia retherfordii
- Vauquelinia torreyi